# Steven Burke
Steven James Burke (Burnley, 4 marzo 1988) è un ex pistard britannico, campione olimpico nell'inseguimento a squadre a Londra 2012 e Rio de Janeiro 2016 e quattro volte campione del mondo di specialità.

## Carriera
Specialista dell'inseguimento, ha vinto tre medaglie olimpiche: la medaglia di bronzo a Pechino 2008 nella specialità di inseguimento individuale e la medaglia d'oro a Londra 2012 e Rio de Janeiro 2016 nella specialità dell'inseguimento a squadre.
Ai campionati del mondo ha vinto una medaglia d'oro (2012), quattro medaglie di argento (2010, 2013, 2015 e 2016) e una medaglia di bronzo (2011) nell'inseguimento a squadre. Ha infine vinto quattro medaglie d'oro nell'inseguimento a squadre ai Campionati europei Elite (2010, 2011, 2013 e 2015).

## Piazzamenti

### Competizioni mondiali
- Campionati del mondo

Ballerup 2010 - Inseguimento a squadre: 2º
Apeldoorn 2011 - Inseguimento a squadre: 3º
Melbourne 2012 - Inseguimento a squadre: vincitore
Melbourne 2012 - Chilometro a cronometro: 10º
Minsk 2013 - Inseguimento a squadre: 2º
Minsk 2013 - Inseguimento individuale: 17º
Saint-Quentin-en-Yvelines 2015 - Inseguimento a squadre: 2º
Londra 2016 - Inseguimento a squadre: 2º
Hong Kong 2017 - Inseguimento a squadre: 4º
- Giochi olimpici

Pechino 2008 - Inseguimento individuale: 3º
Londra 2012 - Inseguimento a squadre: vincitore
Rio de Janeiro 2016 - Inseguimento a squadre: vincitore

### Competizioni europee
- Campionati europei

Fiorenzuola d'Arda 2005 - Inseguimento a squadre Junior: vincitore
Atene 2006 - Inseguimento a squadre Junior: vincitore
Cottbus 2007 - Inseguimento a squadre Under-23: vincitore
Cottbus 2007 - Inseguimento individuale Under-23: 3º
Pruszków 2008 - Inseguimento a squadre Under-23: vincitore
Minsk 2009 - Inseguimento individuale Under-23: vincitore
Pruszków 2010 - Inseguimento a squadre: vincitore
Apeldoorn 2011 - Inseguimento a squadre: vincitore
Apeldoorn 2013 - Inseguimento a squadre: vincitore
Grenchen 2015 - Inseguimento a squadre: vincitore
Saint-Quentin-en-Yvelines 2016 - Inseguimento a squadre: 3º
Glasgow 2018 - Inseguimento a squadre: 3º